# Sümeyye Özcan
Pour les articles homonymes, voir Özcan.
Sümeyye Özcan, née le 15 janvier 1992 à Malatya, est une athlète handisport et joueuse de goalball turque. Elle est atteinte de cécité.

## Carrière

### En athlétisme
Sümeyye Özcan termine septième du 1 500 mètres en catégorie T12 aux Jeux paralympiques d'été de 2012.

### En goalball
Elle remporte avec l'équipe nationale la médaille de bronze aux Championnats du monde de 2014, la médaille d'or aux Championnats d'Europe de 2015 et l'or aux Jeux paralympiques d'été de 2016.